# Снід (Алабама)
Снід (англ. Snead) — місто (англ. town) в США, в окрузі Блаунт штату Алабама. Населення — 1032 особи (2020).

## Географія
Снід розташований за координатами 34°7′11″ пн. ш. 86°23′22″ зх. д. / 34.11972° пн. ш. 86.38944° зх. д. (34.119796, -86.389536). За даними Бюро перепису населення США в 2010 році місто мало площу 13,67 км², з яких 13,63 км² — суходіл та 0,05 км² — водойми.

## Демографія
Згідно з переписом 2010 року, у місті мешкало 835 осіб у 374 домогосподарствах у складі 233 родин. Густота населення становила 61 особа/км². Було 415 помешкань (30/км²).
Расовий склад населення:
| - 96,8 % — білих - 0,5 % — корінних американців - 0,1 % — чорних або афроамериканців - 0,1 % — азіатів |

До двох чи більше рас належало 1,7 %. Частка іспаномовних становила 1,8 % від усіх жителів.
За віковим діапазоном населення розподілялося таким чином: 22,6 % — особи молодші 18 років, 54,8 % — особи у віці 18—64 років, 22,6 % — особи у віці 65 років та старші. Медіана віку мешканця становила 43,8 року. На 100 осіб жіночої статі у місті припадало 85,1 чоловіків; на 100 жінок у віці від 18 років та старших — 82,5 чоловіків також старших 18 років.
Середній дохід на одне домашнє господарство становив 47 045 доларів США (медіана — 35 000), а середній дохід на одну сім'ю — 59 481 долар (медіана — 51 964). Медіана доходів становила 27 188 доларів для чоловіків та 35 469 доларів для жінок. За межею бідності перебувало 11,0 % осіб, у тому числі 14,1 % дітей у віці до 18 років та 7,6 % осіб у віці 65 років та старших.
Цивільне працевлаштоване населення становило 329 осіб. Основні галузі зайнятості: освіта, охорона здоров'я та соціальна допомога — 22,5 %, виробництво — 20,4 %, роздрібна торгівля — 14,3 %.